# چشمه گلستان
چشمه گُلِستان یک چشمه دائمی آب در مرکز شهر خرم‌آباد است. این چشمه در کنار تپه قلعه فلک‌الافلاک قرار گرفته و یکی از منابع مهم تأمین آب بخشی از شهر خرم‌آباد است. همچنین در فصل‌های پاییز و زمستان به علت خشک شدن چشمه فصلی دریاچه کیو بخشی از آب این چشمه توسط خطوط لوله به دریاچه کیو منتقل می‌شود.